# Pallone d'osservazione

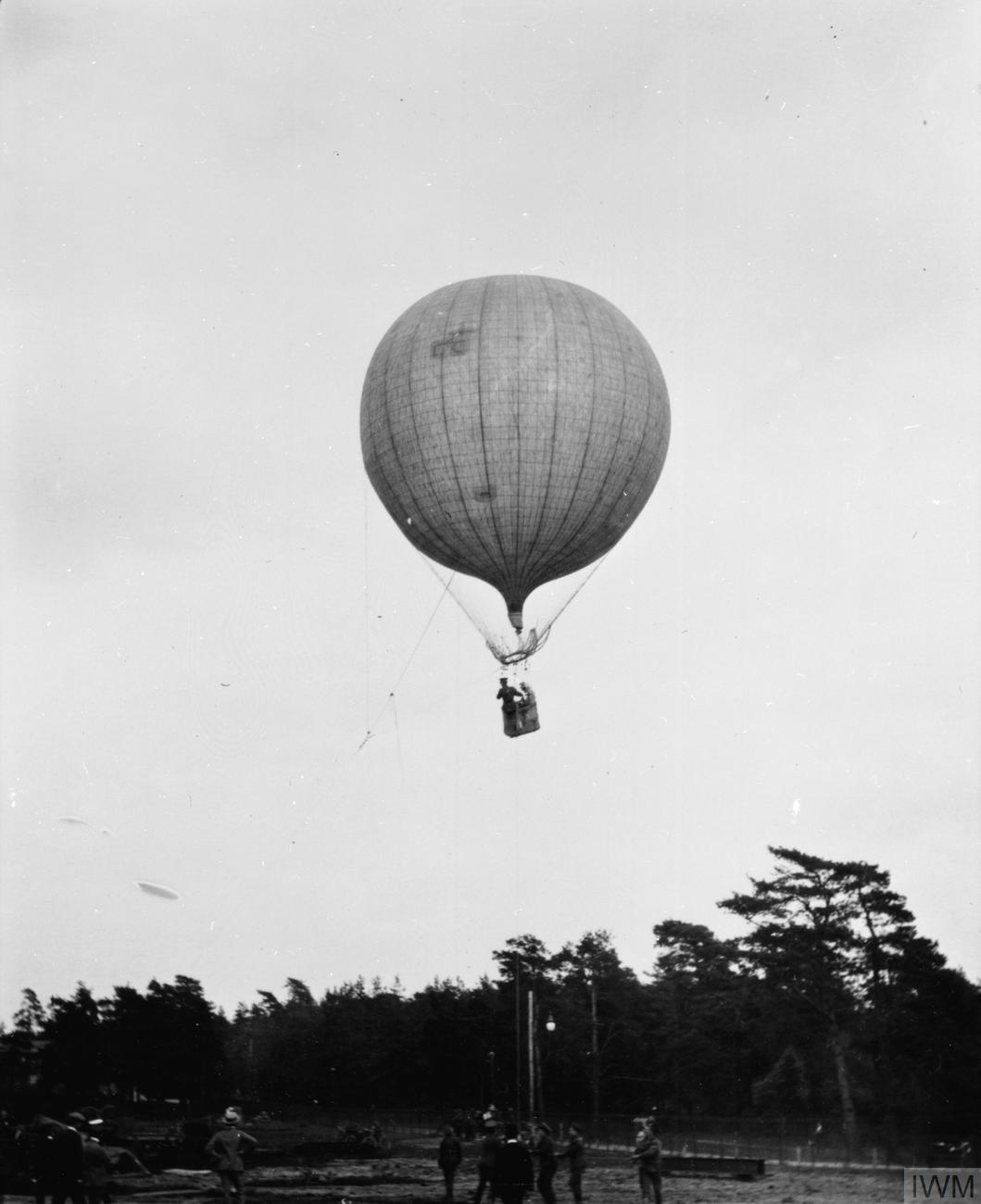
Pallone d'osservazione britannico del 1908, tipico per i palloni antecedenti alla grande guerra

Un pallone d'osservazione è un tipo di pallone aerostatico che è stato impiegato come piattaforma aerea per raccogliere intelligence e osservare l'artiglieria. L'uso di palloni di osservazione cominciò durante le guerre rivoluzionarie francesi, raggiungendo il culmine di impiego durante la prima guerra mondiale, ma continuando ad essere utilizzati nei conflitti contemporanei seppur in uso limitato. Sono sinonimi pallone di spionaggio, pallone di ricognizione, pallone spia e pallone di sorveglianza.

## Storia

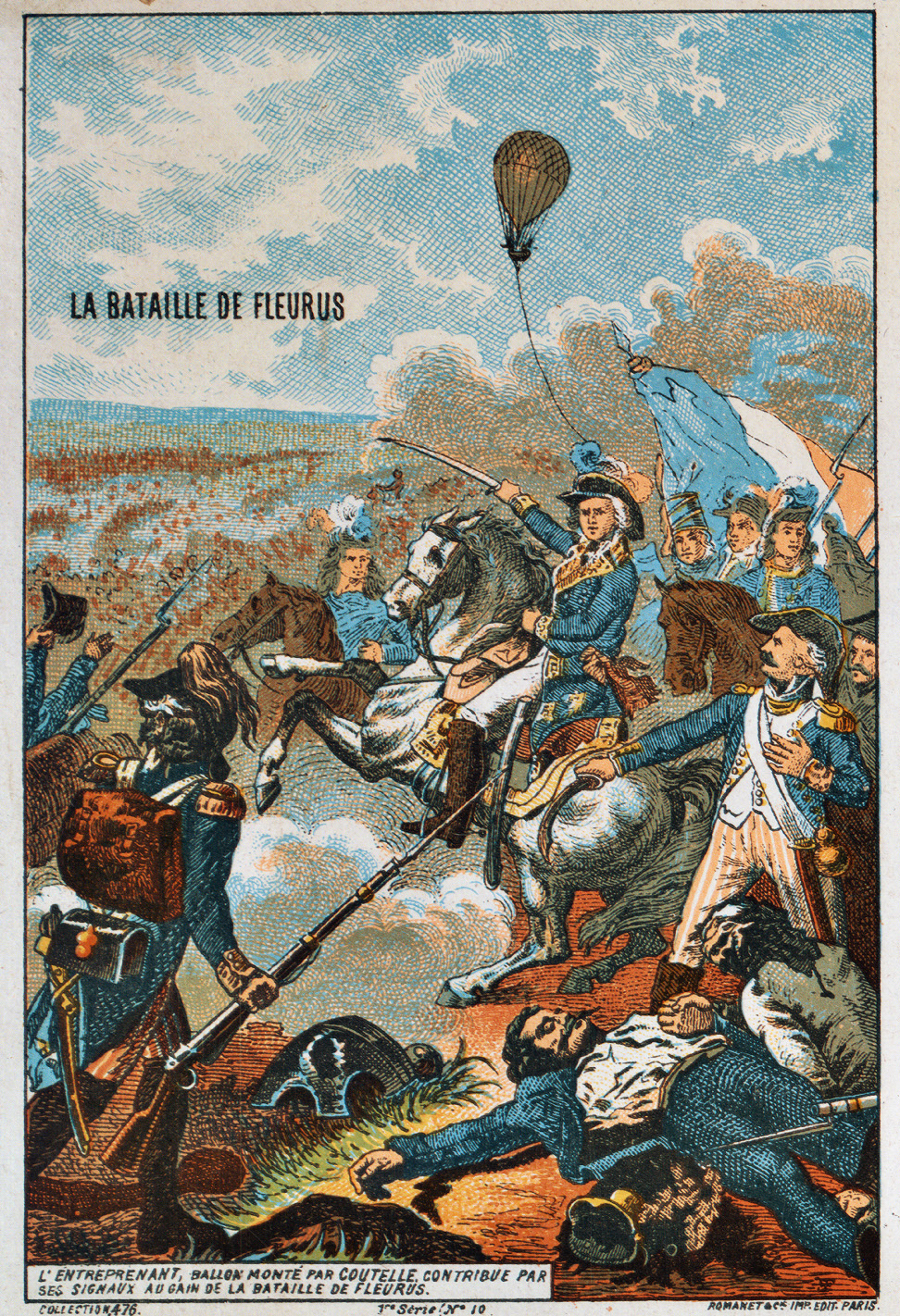
La battaglia di Fleurus del 26 giugno 1794 vide il primo impiego militare di un aeromobile (L'Entreprenant).

Il primo impiego militare dei palloni d'osservazione si deve alla Compagnia degli aerostieri francese, che li adoperò per la prima volta nella battaglia di Fleurus (1794) nell'ambito delle guerre rivoluzionarie francesi. Il più antico pallone d'osservazione ancora conservato, detto Intrépide, è in mostra presso un museo di Vienna. Furono usati anche da entrambi gli schieramenti nella guerra civile americana (1861–1865) e il suo uso continuò durante la guerra franco-prussiana (1870–1871). Il genio militare britannico li schierò per la prima volta durante le spedizioni in Beciuania nel 1884 e Suakin nel 1885. Furono schierati anche nella seconda guerra boera (1899–1902), dove servirono nell'osservazioni d'artiglieria alla battaglia di Magersfontein e durante l'assedio di Ladysmith. In Sudamerica, un pallone di ricognizione fu schierato dal Brasile nel luglio 1867 durante la guerra paraguaiana.

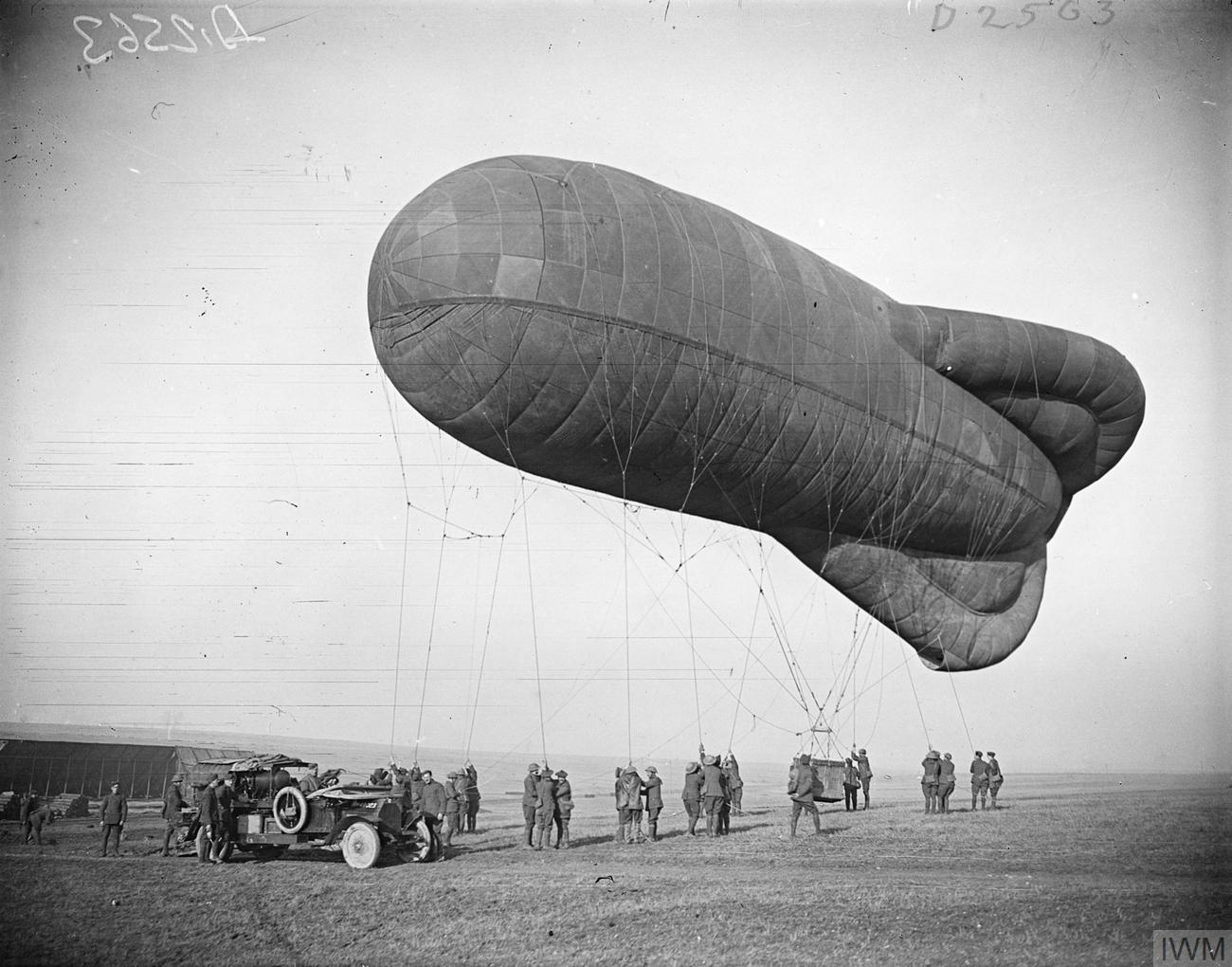
Pallone drago di tipo Caquot, usato dagli Alleati durante la parte finale della prima guerra mondiale

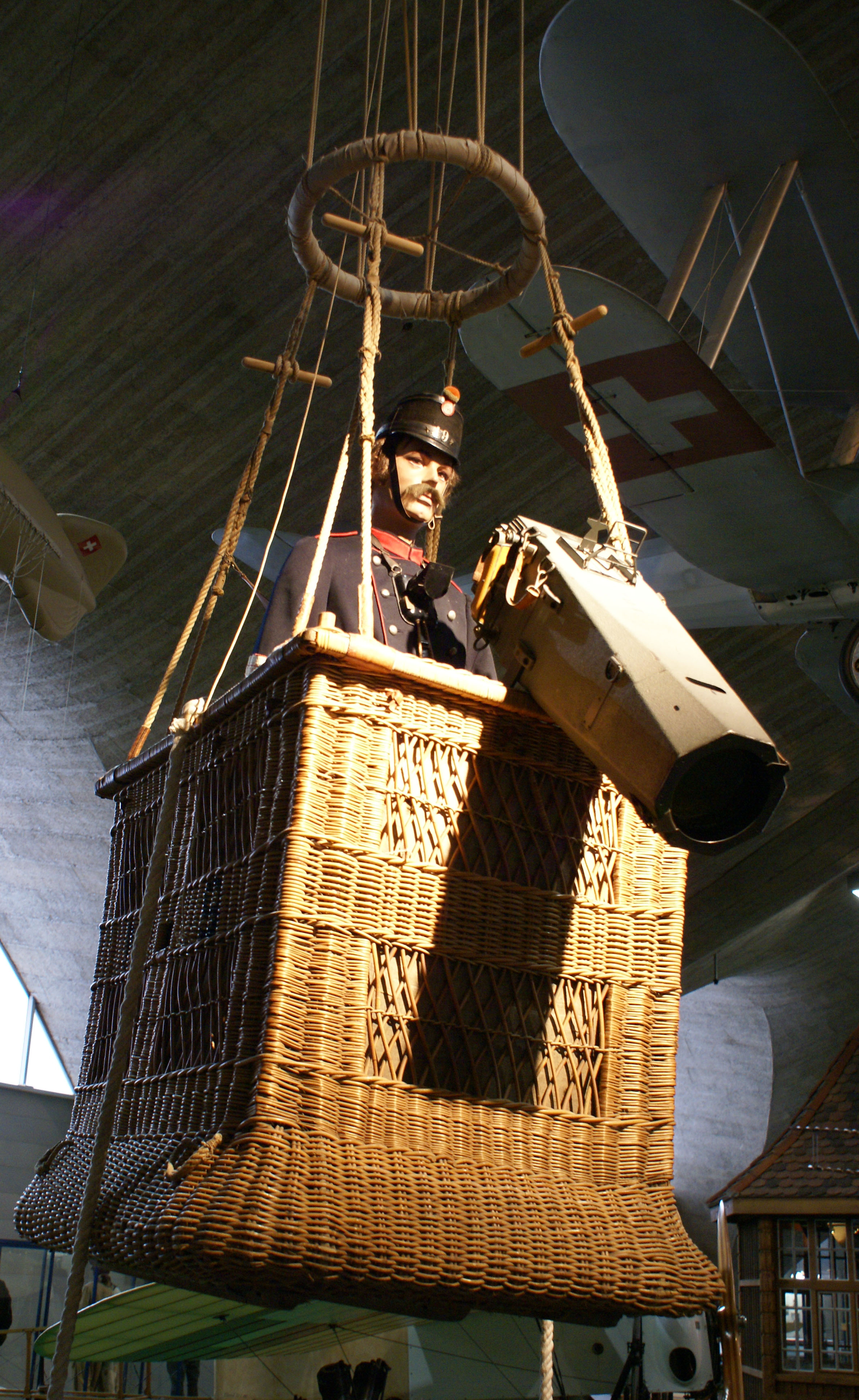
Replica di un osservatore aerostiere dell'esercito svizzero durante la prima guerra mondiale

L'uso militare dei palloni d'osservazione raggiunse il suo punto più alto nella prima guerra mondiale, in cui vennero usati estensivamente da entrambi gli schieramenti. L'artiglieria si era sviluppata al punto che poteva ingaggiare bersagli al di là del raggio visivo di un osservatore a terra. Posizionare osservatori sui palloni, generalmente qualche chilometro dietro le linee del fronte e in quota, permetteva di vedere bersagli a distanza maggiore di quanto si poteva vedere da terra. Questo permise all'artiglieria di sfruttare la sua gittata migliorata.
Nonostante le loro esperienze in Africa a fine Ottocento, lo sviluppo britannico era arretrato, ancora rimasto ai palloni sferici. Furono rapidamente sostituiti da modelli più avanzati, come i palloni drago, che avevano una forma aerodinamica che permetteva una maggiore stabilità anche in condizioni meteorologiche avverse. I tedeschi furono i primi con lo sviluppo del pallone di tipo Parseval-Siegsfeld, cui i francesi risposero col tipo Caquot.

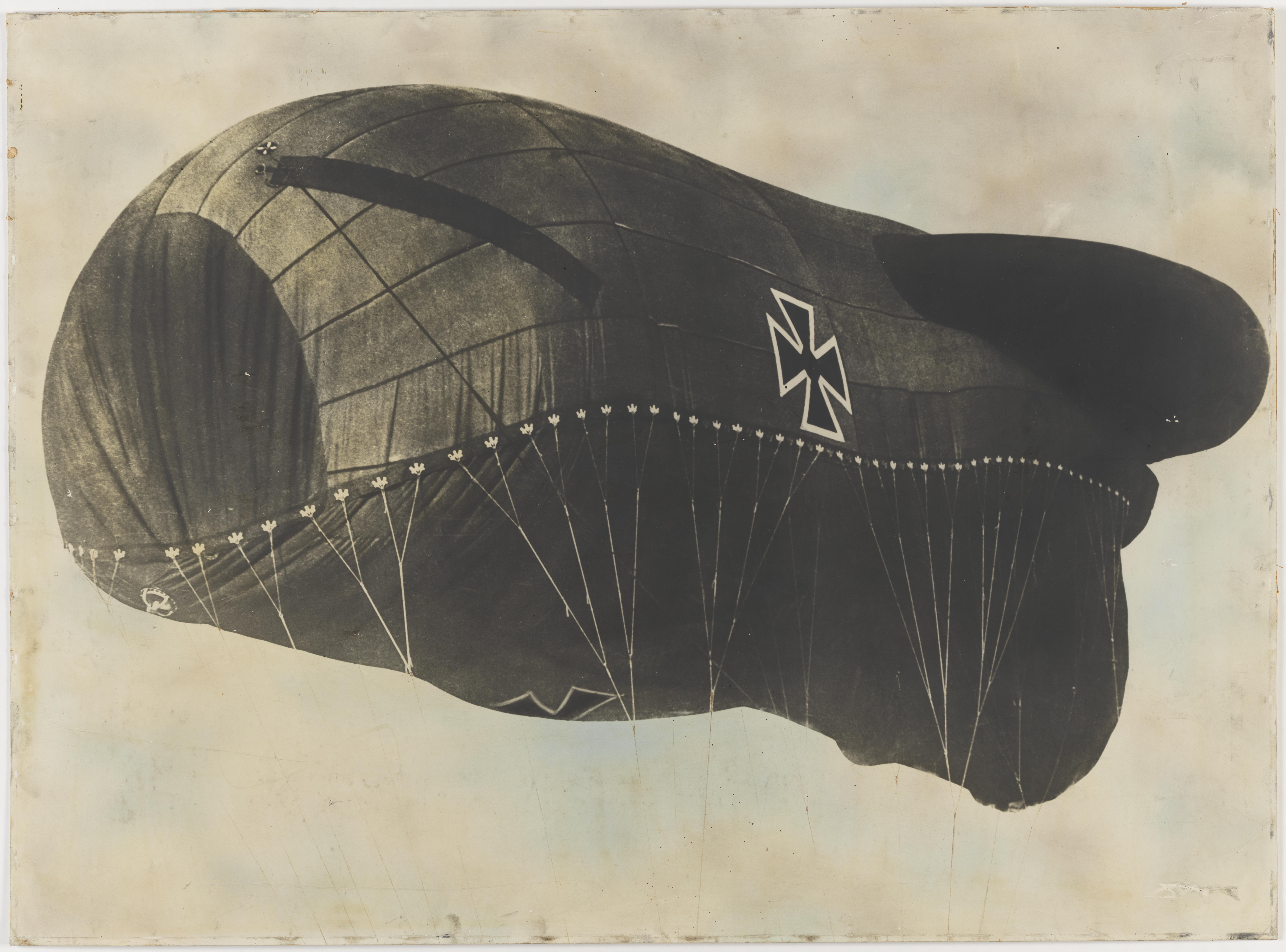
Pallone d'osservazione tedesco della prima guerra mondiale

I palloni d'osservazione giocarono un ruolo durante la guerra fredda; per esempio, il progetto Mogul usò i palloni ad alta quota per monitorare i collaudi nucleari sovietici. Tuttavia, la maggior parte di questo tipo di operazioni è effettuata ormai da velivoli più pesanti dell'aria. Gli aerostati furono usati dalle forze militari degli Stati Uniti e della coalizione in Iraq e in Afganistan.
A cavallo tra il gennaio e il febbraio 2023, un pallone proveniente dalla Cina fu individuato nello spazio aereo statunitense. Mentre il governo cinese dichiarò che si trattasse di un pallone meteorologico, gli Stati Uniti ritennero fosse un pallone spia. Il 29 giugno 2023, Patrick S. Ryder, portavoce del dipartimento della difesa, disse in una conferenza stampa che il pallone non raccolse né trasmise informazione durante il suo transito sopra gli Stati Uniti, affermando che gli sforzi militari statunitensi contribuirono a tale blocco. In un'intervista trasmessa su CBS News Sunday Morning il 17 settembre 2023, Mark Milley disse al giornalista David Martin che il pallone non stesse spiando, e secondo una valutazione di alta confidenza della United States Intelligence Community non ci fu né raccolta né trasmissione di informazioni da parte del pallone.